# وعد محبوبة

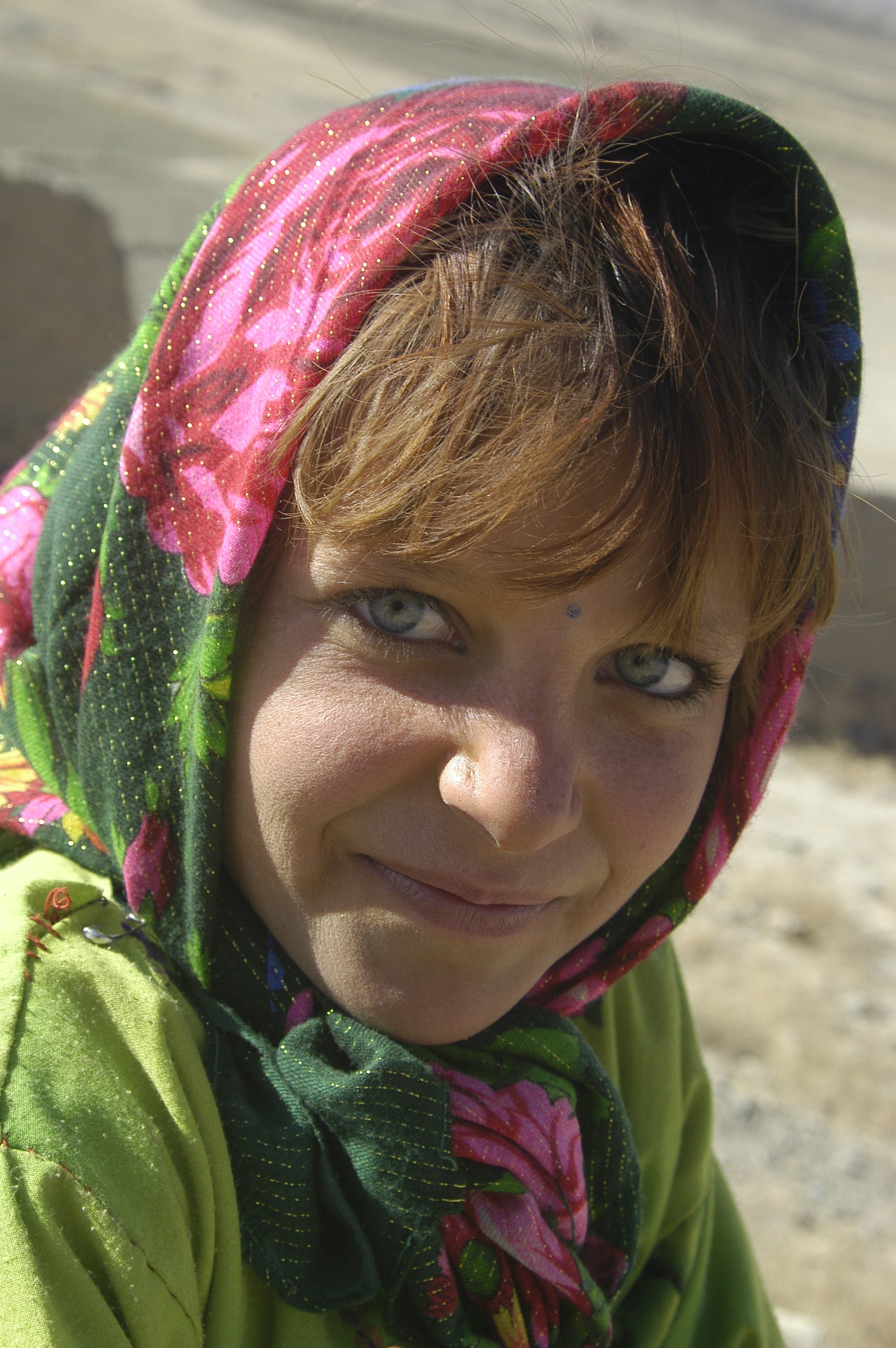
فتاة أفغانية في دار للأيتام في كابول.

وعد محبوبة هي منظمة أسترالية غير ربحية مكرسة لمساعدة النساء والأطفال الأيتام في أفغانستان. وهي واحدة من المنظمات غير الحكومية القليلة العاملة في تلك الدولة التي مزقتها الحرب والممولة بالكامل من التبرعات الخاصة وتعتني حاليًا بأكثر من 4000 امرأة ويتيم من خلال 90 مشروعًا. إن المنظمة بمعرفتها الوثيقة بالظروف المحلية تكمل بشكل قيم عمل اليونيسف في المنطقة.

## خلفية

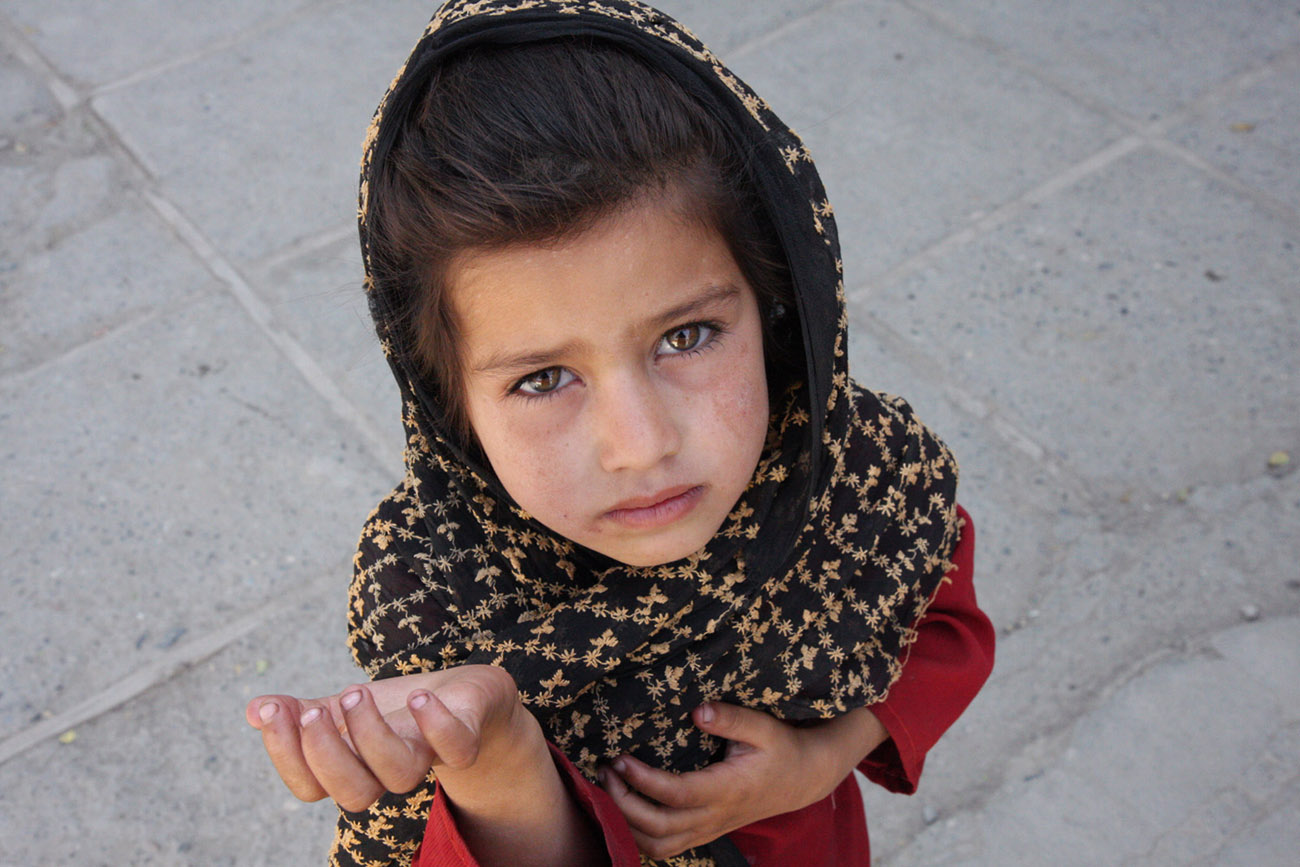
فتاة أفغانية تتسول في كابول.

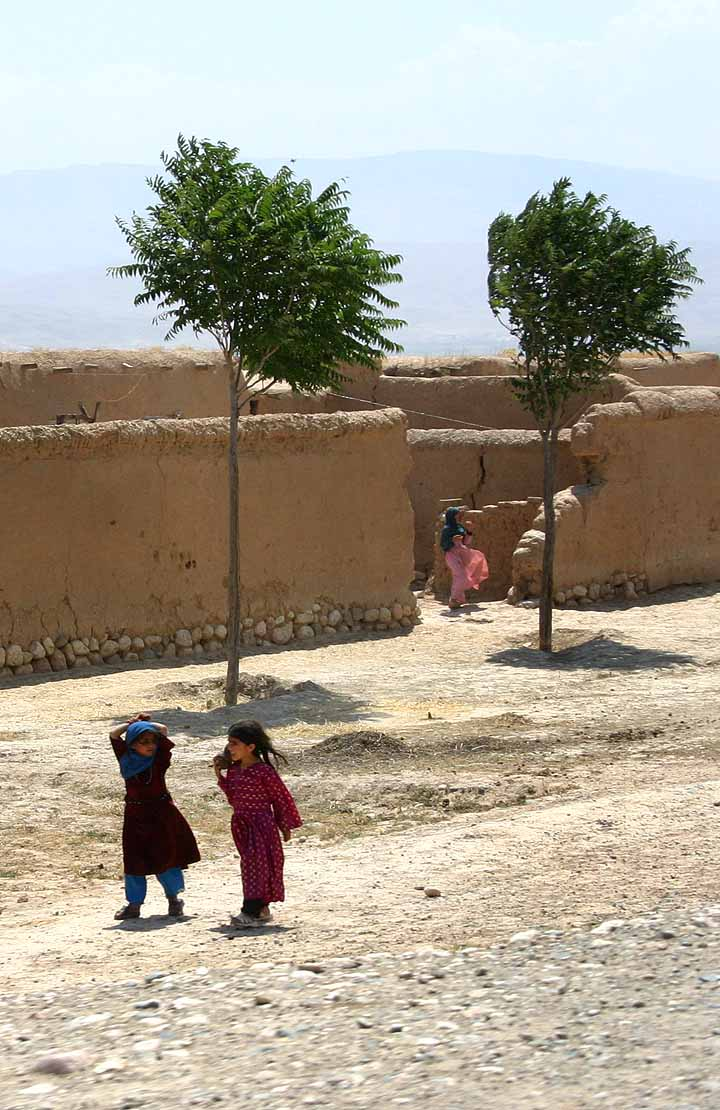
أطفال أفغان، أفغانستان 2005.

في سن الرابعة عشرة، طوردت محبوبة راوي من قبل جنود الاحتلال السوفياتي لكونها ناشطة طلابية ما أضطرها إلى الإختباء في قبو تحت الأرض في كابول لمدة 20 يومًا. ثم فرت من أفغانستان، عبرت ممر خيبر سيرًا على الأقدام، ووصلت إلى مخيم للاجئين في باكستان جائعة وخائفة.
بدأت محبوبة مشروعها لمساعدة الأيتام الأفغان في عام 1998 بتبرع صغير في غرفة الجلوس بمنزلها المستأجر في نورث رايد في سيدني. بعد الموت المأساوي لابنها، قامت محبوبة بتجميع حياتها ببطء من خلال مساعدة النساء الأفغانيات الأخريات، ودروس اللغة الإنجليزية الرائدة وحتى برنامج تعلم السباحة. شجعت رسالة من طبيبة أفغانية شابة تطلب المساعدة لإنقاذ الأيتام اللاجئين الذين يموتون في شوارع كابول محبوبة وأصدقائها على جمع 120.00 دولارًا في ذلك اليوم. لإثبات حصول الأيتام على الأموال، أرسل الطبيب الشاب بصمات الأطفال.
تأسست منظمة وعد محبوبة نتيجة لوعد قطعته محبوبة بأنها ستستمر في مساعدة الأيتام في أفغانستان لبقية حياتها وستجعل الناس في أستراليا والعالم يدركون معاناتهم وما يمكن القيام به من أجلهم. منذ عام 2001، كانت عضوًا نشطًا في الجالية الأفغانية في سيدني، وقدمت دروسًا في اللغة الإنجليزية للمهاجرين. لا تزال محبوبة، التي كانت لاجئة، على اتصال بأقاربها الذين فروا إلى مخيمات باكستان.
أصبحت المنظمة معروفة في أستراليا نتيجة لزيارة لكابول من قبل الصحفية في هيئة الاذاعة الاسترالية (ايه بي سي) فيرجينيا هوسيغر.

## طبيعة المنظمة

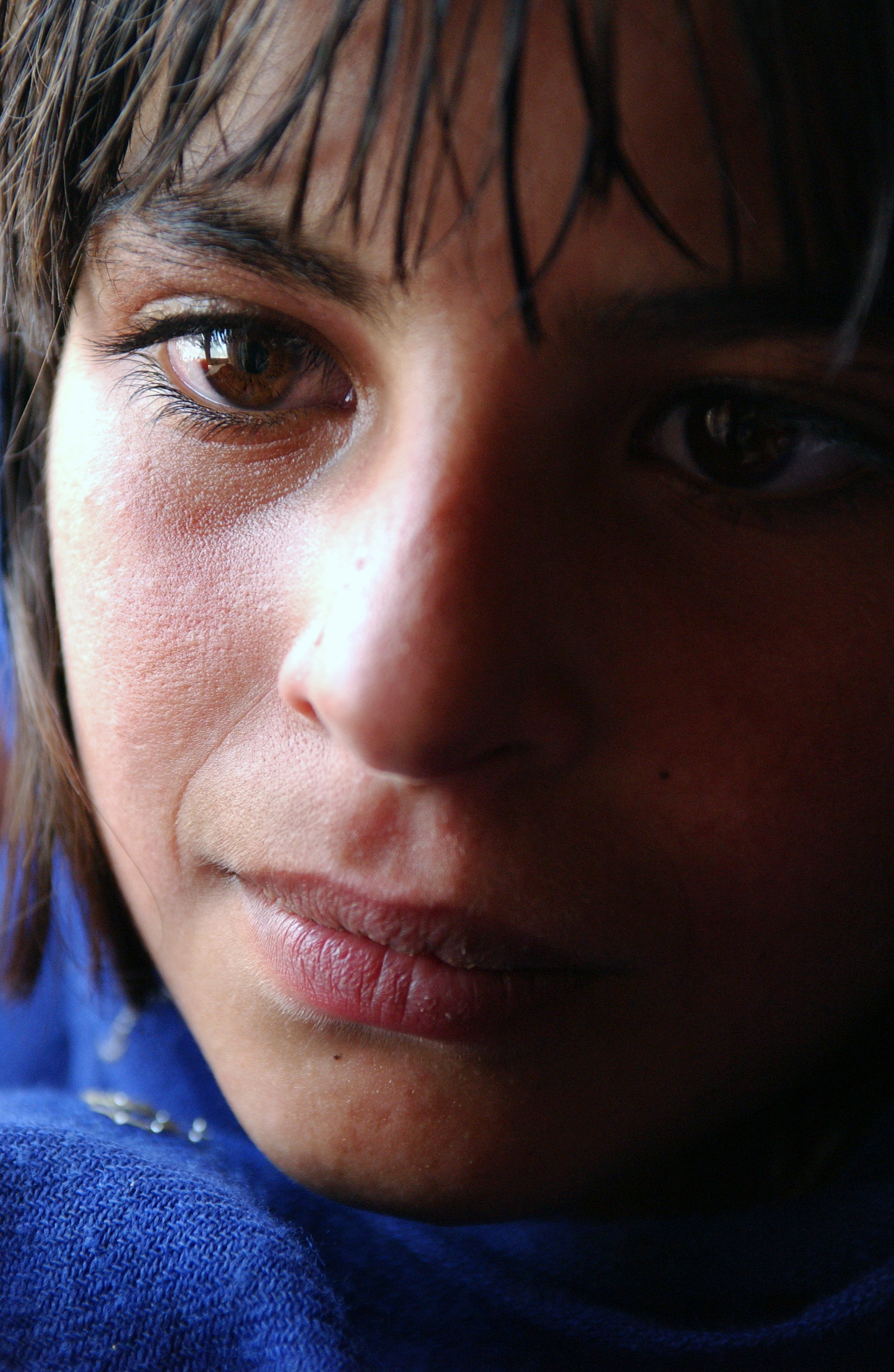
فتاة أفغانية من قبيلة البشتون في كابول، أفغانستان 2002.

يتم تمويل وعد محبوبة بالكامل من خلال التبرعات الطوعية (بدون تمويل حكومي). يتم إرسال الأموال كل شهر إلى أفغانستان حيث تُعد وعد محبوبة منظمة غير حكومية مسجلة. يتم استلام التقارير المالية من الميدان ويتم الاحتفاظ بالإيصالات في مكتب بيت الأمل للتفتيش. تحيل اللجنة الأفغانية المستقلة لحقوق الإنسان والوكالات الأخرى الأيتام المعوزين إلى المنظمة على أنها أنسب مرفق في كابول لتقديم الدعم العملي والعاطفي لأصعب الحالات. وعد محبوبة هي أحد الموقعين على مدونة قواعد السلوك للمجلس الأسترالي للتنمية الدولية وهي عضو مراقب في هيئة تنسيق الوكالة للإغاثة الأفغانية.
في عام 2009، افتتحت المنظمة مركزًا طبيًا يعمل به طبيب وطبيب أسنان محلي لتقديم الرعاية الطبية ورعاية الأسنان للأيتام والأرامل، فضلاً عن المجتمع المحلي. كانت المخاوف الرئيسية للأطفال هي مشاكل الجلد، بما في ذلك الجرب والالتهابات الفطرية وكذلك داء الليشمانيات الناجم عن لدغة ذبابة الرمل. كما تنتشر مشاكل السمع واللثة. وقد حظي مركز تدريب الحرفيين الذي تم افتتاحه مؤخرًا في وادي بنجشير بحضور جيد من قبل الأرامل المتحمسات لتعلم مهارة حتى يتمكنوا من جني الأموال لدعم أطفالهم. في عام 2010، تبرعت شركة كونيرجي أستراليا بخمسة سخانات مياه تعمل بالطاقة الشمسية، وبعد عدة أشهر من التفاوض على نقلها، تم تركيبها على سطح المركز المجتمعي. يوفر هذا المال الذي كان مخصصًا في الميزانية لشراء الحطب لتسخين المياه، لأنه حتى في فصل الصيف، تكون مياه البئر المحلية شديدة البرودة.

## شهرة المنظمة

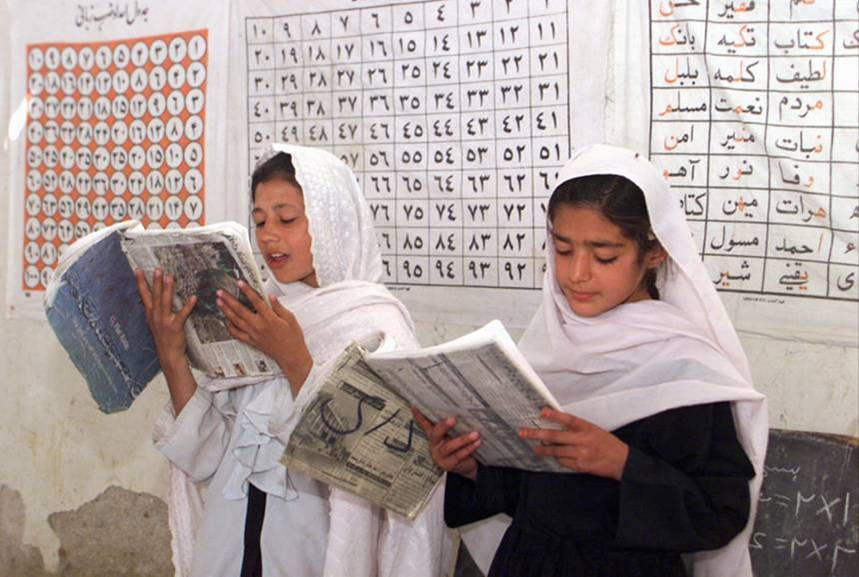
فتيات أفغانيات يقرأن، 2007.

وعد محبوبة هي المؤسسة الخيرية الأسترالية المستقلة الوحيدة التي تعمل في أفغانستان. يتمتع موظفوها بمعرفة محلية بلغات وثقافة واحتياجات الشعب الأفغاني. أُجبرت العديد من المنظمات غير الهادفة للربح على مغادرة أفغانستان كما هو الحال مع الحرب المستمرة ضد طالبان فهي بلد خطير للغاية بالنسبة لعمال الإغاثة.
كما صرحت فيرجينيا هوسيجر: «دور أيتام [محبوبة] في كابول وبرامجها الداعمة المتنوعة خارج العاصمة، بما في ذلك مدرسة لـ200 فتاة في وادي بانجشير، لم يغيروا حياة الأشخاص فحسب، بل إنهم قدموا مثالًا لما هو ممكن.» 
«هناك أكثر من مليوني أرملة في أفغانستان، معظمهن أميات وعاطلات عن العمل. هنا، لا يوجد شيء اسمه الرعاية الاجتماعية أو المنح الحكومية. . . محبوبة راوي امرأة غير عادية وضعت لنفسها مهمة تبدو مستحيلة: المساعدة في إعادة بناء الحياة المحطمة واليائسة للنساء الأفغانيات اللائي تركتهن الحرب معوزات. . . يقع أكبر مشروع لمحبوبة راوي في ضواحي كابول، ويفتخر باسم» بيت الأمل«. فهو موطن لـ106 من أسعد الأيتام وأكثرهم حظًا في أفغانستان.» 
مُنحت محبوبة راوي وسام أستراليا في حفل تكريم عيد ميلاد الملكة عام 2010 تقديراً لخدمتها للمساعدات الإنسانية الدولية في أفغانستان.

## روابط خارجية
- وعد محبوبة - الموقع الرسمي